# (1783) Albitskij
Albitskij és l'asteroide número 1783. Va ser descobert per l'astrònom Grigory Nikolaevitx Neujmin des de l'observatori de Simeiz, el 24 de març de 1935. La seva designació provisional era 1935 FJ.